# 帷子村
帷子村（かたびらむら）は、かつて岐阜県可児郡にあった村である。
現在の可児市西部に該当し、愛知県との境になる。村名は平安時代の荘園名「帷加納」に由来する。
1970年（昭和45年）頃から、長坂、光陽台、愛岐ヶ丘、若葉台、虹ヶ丘、鳩吹台、緑、清水ヶ丘、美里ヶ丘、日本ランドなどの大規模団地が建設され、名古屋市のベッドタウンとなっている。

## 歴史
- 江戸時代末期、この地域は美濃国可児郡に属し、尾張藩領であった。
- 1874年（明治7年）9月 -
  - 石原村、茗荷村が合併し、西帷子村になる。
  - 古瀬村、中切村、善師野村が合併し、東帷子村になる。
- 1889年（明治22年）7月1日 - 西帷子村、東帷子村、菅刈村が合併し、帷子村になる。
- 1955年（昭和30年）2月1日 - 今渡町、広見町、土田村、久々利村、平牧村、春里村と合併し可児町となる。同日、帷子村廃止。

## 学校
- 帷子村立帷子小学校 （現・可児市立帷子小学校 [2]）
- 今渡町・土田村・春里村・帷子村4ヶ町村立蘇南中学校 （現・可児市立蘇南中学校 [3]）

## 交通
- 名古屋鉄道広見線
  - 帷子駅[4]